# (2967) Vladisvyat
(2967) Vladisvyat es un asteroide perteneciente al cinturón de asteroides, descubierto el 19 de septiembre de 1977 por Nikolái Stepánovich Chernyj desde el Observatorio Astrofísico de Crimea (República de Crimea).

## Designación y nombre
Designado provisionalmente como 1977 SS1. Fue nombrado Vladisvyat en honor a Vladimiro I de Kiev en una composición de su nombre Vladímir Sviatoslávich.